# Pipromorphe à tête grise
Leptopogon superciliaris
Espèce
Répartition géographique
Statut de conservation UICN

 LC  : Préoccupation mineure
Le Pipromorphe à tête grise (Leptopogon superciliaris) est une espèce de passereau de la famille des Tyrannidae.

## Répartition et sous-espèces
Cet oiseau est représenté par deux sous-espèces selon la classification de référence du Congrès ornithologique international (15.1, 2015) :
- L. s. superciliaris Tschudi, 1844 — cordillère de Talamanca, sierras de Santa Marta et Perijá, péninsule de Paria, Trinité, de la région du Darién et la cordillère de la Costa (Venezuela) au cañon d'Apurimac ;
- L. s. albidiventer Hellmayr, 1918 — au sud du cañon d'Apurimac : sud-est du Pérou et yungas.

Depuis les travaux de John W. Fitzpatrick publiés en 2004, le Congrès ornithologique international considère les sous-espèces hellmayri, transandinus, poliocephalus, venezuelensis et pariae comme étant identiques à la sous-espèce nominale Leptopogon superciliaris superciliaris.